# Habère-Lullin
Habère-Lullin település Franciaországban, Haute-Savoie megyében. Lakosainak száma 1091 fő (2022. január 1.). Habère-Lullin Bellevaux, Burdignin, Fessy, Habère-Poche, Mégevette és Villard községekkel határos.

## Népesség
A település népességének változása:
| Lakosok száma | 921  | 957  | 1014 | 1010 | 1037 | 1051 | 1049 | 1062 | 1091 |
|               | 2013 | 2015 | 2016 | 2017 | 2018 | 2019 | 2020 | 2021 | 2022 |